# Valle de Santibáñez
Valle de Santibáñez è un comune spagnolo di 488 abitanti situato nella comunità autonoma di Castiglia e León.

## Località
Il comune comprende 10 centri abitati:
- Santibáñez-Zarzaguda (capoluogo)
- Avellanosa del Páramo
- Las Celadas
- Mansilla de Burgos
- Miñón de Santibáñez
- La Nuez de Abajo
- Las Rebolledas
- Ros
- Los Tremellos
- Zumel